# Mia moglie
Mia moglie (My Wife) è un film muto del 1918 diretto da Dell Henderson per la Empire All Star Corp. Distribuito dalla Mutual, aveva come interpreti principali Ann Murdock e Rex McDougall. L'attore britannico era stato interprete anche della commedia da cui prende spunto il film che è la versione cinematografica dell'omonimo lavoro teatrale di Michael Morton. My Wife era andato in scena a Broadway il 31 agosto 1907, con protagonisti Billie Burke e John Drew, Jr.. Tra gli altri interpreti appare Ferdinand Gottschalk che riprese anche per il film il ruolo teatrale di Biggy Gore.

## Trama
Per evitare che la nipote possa restare nubile, la zia di Beatrice Hammond lascia una clausola nel testamento dove la ragazza - per entrare in possesso della sua eredità - dovrà sposarsi al compimento dei diciotto anni d'età. Beatrice è innamorata di Ronald Farwell, ma il giovane è partito per l'Europa, per andare a combattere in Francia contro i tedeschi. Per non perdere i milioni dell'eredità, Beatrice ricorre al suo tutore, Gerald Eversleigh: loro due dovranno contrarre un finto matrimonio che permetterà a lei di ottemperare alle volontà testamentarie della zia. Matrimonio che sarà sciolto subito dopo per lasciarla libera di convolare a nozze con Ronald al suo ritorno dalla guerra.
Tutto sembra andare per il verso giusto fino a quando, dopo le nozze, Gerald si accorge di amare la moglie. Intanto, Ronald, in Francia, ha conosciuto una ragazza di cui si è innamorato e, al suo ritorno a casa, offre del denaro a Gerald perché non divorzi. Gerald accetta, ma rifiuta il denaro. Beatrice, allora, scopre di corrispondere all'amore del marito.

## Produzione
Il film fu prodotto dalla Empire All Star Corp. Il lavoro teatrale da cui è tratto il film, è la versione inglese di Mademoiselle Josette, ma femme, commedia di Paul Gavault e Robert Charvay del 1907.

## Distribuzione
Distribuito dalla Mutual, il film uscì nelle sale cinematografiche statunitensi il 18 febbraio 1918. In Italia, distribuito dalla Transatlantic, ottenne nel 1920 il visto di censura numero 14994.
Non si conoscono copie ancora esistenti della pellicola che viene considerata presumibilmente perduta.